# Peridroma impacta
Peridroma impacta là một loài bướm đêm trong họ Noctuidae.